# 전곡고등학교
전곡고등학교(全谷高等學校)는 대한민국 경기도 연천군 전곡읍 은대리에 있는 공립 고등학교이다.

## 학교 연혁
- 1974년 1월 15일 : 전곡고등학교 설립 인가(9학급), 초대 이달섭 교장 취임
- 1974년 3월 5일 : 제1회 입학식
- 1977년 1월 18일 : 제1회 졸업식 175명(남 112명, 여 63명)
- 1977년 3월 1일 : 중학교에서 전곡고등학교 분리
- 1990년 11월 5일 : 보통과 12학급, 자동차과 9학급 인가
- 1991년 3월 1일 :  '전곡종합고등학교'  로 교명 변경
- 2003년 3월 1일 :  '전곡고등학교'  로 교명 변경
- 2005년 2월 15일 : 학생기숙사  '예지관'  준공
- 2008년 8월 26일 : 교육과학기술부  '기숙형공립학교'  대상교 선정
- 2010년 2월 26일 : 학생 기숙사  '명지관'  준공
- 2010년 6월 4일 :  '자동차과'에서  '자동차과학과'  로 학과 개편 승인
- 2015년 9월 1일 : 제15대 김진영 교장 취임
- 2021년 1월 7일 : 제45회 졸업식(남 146명, 여 94명 계 240명 졸업)
- 2021년 3월 2일 : 제48회 입학식(209명 입학 보통과 151명, 자동차과학과 59명)

## 설치 학과
- 자동차과학과

## 참고 자료
- 전곡고등학교 - 한국교육학술정보원 학교알리미